# Cimetière militaire belge de Saint-Jean-Cap-Ferrat
Le cimetière militaire belge de Saint-Jean-Cap-Ferrat est un cimetière militaire de la Première Guerre mondiale situé sur le chemin de l'Hospice dans la ville française de Saint-Jean-Cap-Ferrat.

## Caractéristiques
Il est inclus dans le cimetière municipal de la ville en contrebas de la chapelle Saint-Hospice. Les 90 soldats qui y reposent sont décédés dans l’hôpital militaire belge spécialisé dans les affections pulmonaires installé dans l'ancienne propriété du roi Léopold II, les Cèdres, située à proximité.

## Sources
- Quelques photos et explications
- Liste des soldats belges inhumés